# Celeste Rinaldi
Celeste Rinaldi (* 1902 a Torí; † 1977) fou un arquitecte, enginyer civil i egiptòleg italià. Els seus principals estudis, en col·laboració amb Vito Maragioglio, se centren en l'arquitectura de Piràmides d'Egipte i especialment les piràmides de la regió de Memfis. Les seves obres continuen sent referències absolutes en l'arquitectura de les piràmides.

## Publicacions
- L'architettura delle piramidi Menfite, amb Vito Maragioglio ;
- Korosko-Kasr Ibrim. Incisioni rupestri nubiane, amb Vito Maragioglio, Curto ;